# I. liga 1989-1990
L'edizione 1989/90 del campionato cecoslovacco di calcio vide la vittoria finale dello Sparta ČKD Praga.
Capocannoniere del torneo fu Ľubomír Luhový dell'Internacional Slovnaft ZTS Bratislava con 20 reti.

## Classifica finale
|    | Classifica                            | G  | V  | N  | P  | GF | GS | DR  | Pti |
| -- | ------------------------------------- | -- | -- | -- | -- | -- | -- | --- | --- |
| 1  | Sparta ČKD Praga                      | 30 | 21 | 4  | 5  | 77 | 27 | +50 | 46  |
| 2  | Baník Ostrava OKD                     | 30 | 16 | 9  | 5  | 50 | 24 | +26 | 41  |
| 3  | Internacional Slovnaft ZTS Bratislava | 30 | 16 | 5  | 9  | 55 | 30 | +25 | 37  |
| 4  | Bohemians ČKD Praga                   | 30 | 14 | 7  | 9  | 43 | 31 | +12 | 35  |
| 5  | Slovan CHZJD Bratislava               | 30 | 10 | 15 | 5  | 29 | 25 | +4  | 35  |
| 6  | Plastika Nitra                        | 30 | 15 | 4  | 11 | 50 | 37 | +13 | 34  |
| 7  | Dukla Praga                           | 30 | 12 | 7  | 11 | 41 | 32 | +9  | 31  |
| 8  | Sigma Olomouc                         | 30 | 12 | 7  | 11 | 39 | 42 | -3  | 31  |
| 9  | Vítkovice                             | 30 | 12 | 5  | 13 | 38 | 51 | -13 | 29  |
| 10 | Slavia Praga                          | 30 | 10 | 8  | 12 | 37 | 39 | -2  | 28  |
| 11 | RH Cheb                               | 30 | 11 | 5  | 14 | 28 | 34 | -6  | 27  |
| 12 | Zbrojovka Brno                        | 30 | 10 | 7  | 13 | 40 | 49 | -9  | 27  |
| 13 | Dukla B.B.                            | 30 | 10 | 5  | 15 | 35 | 42 | -7  | 25  |
| 14 | DAC Dunajská Streda                   | 30 | 9  | 6  | 15 | 30 | 43 | -13 | 24  |
| 15 | Spartak ZTS Trnava                    | 30 | 4  | 10 | 16 | 23 | 62 | -39 | 18  |
| 16 | AC Považská Bystrica                  | 30 | 5  | 2  | 23 | 23 | 70 | -47 | 12  |

## Verdetti
- Sparta ČKD Praga Campione di Cecoslovacchia 1989/90.
- Sparta ČKD Praga ammessa alla Coppa dei Campioni 1990-1991.
- Baník Ostrava OKD e Inter Bratislava ammesse alla Coppa UEFA 1990-1991.
- Spartak Trnava e ZVL Povazska Bystrica retrocesse.